# Петар Чагрински
Преподобни Петар Чагрински (Петар Иванович Колаков, 1925) је светитељ Руске православне цркве у лику препообног.
Рођен је 1856. године у селу Чагри, Самарска област у сиромашној сељачкој породици. Бака га је одгајала у строгости и послушности.  Кад је стасао за женибу, Петар се оженио. У то време у Чагрима је постојала заједница разговорника са својом монашком повељом, коју је водио свети Серафим Саровски. Звали су их саговорницима јер су се после црквене службе окупљали на разговоре и тумачили Свето писмо.
Сви чланови заједнице живели су по строгим правилима: нису јели месо, нису пили алкохол, јели два пута дневно, строго постили три пута недељно (понедељак, среда, петак), придржавали се молитвеног правила – не само током дана, већ и ноћу.
Петар и његова млада жена постали су и саговорници, а неколико година касније поверено му је да наслеи светог Серафима.
Умро је 1925. године.
Након његове смрти, село Чагри је опустело, а гробље је остало без одржавања. А онда је, по жељи оца Павла Алексахина и по благослову архиепископа самарског и сизранског Сергија, 10. септембра 1999. године извршен пренос моштију у црквену порту села Красње Кључи.
Испоставило се да су и мошти сачуване. Прва чуда десила су се већ на гробљу у Чагри. Бол у руци човека који је копао је нестао, а жена која је бацила наочаре у гроб је прогледала. Неколико десетина сличних исцељења забележено је 10. септембра.
Већ у децембру 1999. године, „узимајући у обзир праведни живот праведног Петра, непрекидно народно поштовање и обилна чуда за време његовог живота, а посебно после његове смрти“, Синодална комисија је одлучила да га канонизује као локално поштованог светитеља. У Самарској области постао је први светитељ.
Патријарх московски и целе Русије Алексије II је у свом писму архиепископу самарском и сизранском Сергију писао о материјалима за канонизацију Самарца Петра Ивановича Колпакова: „Узимајући у обзир његов праведни живот, непрекидно народно поштовање и обилна чуда током његовог живота, а посебно после смрти, нисмо нашли препреке за канонизацију праведног Петра међу локално поштованим светитељима земље Самаре. Светитељево молитвено заступништво нека увек помаже свима који са вером притичу његовом небеском заступништву.”
Мошти Светог Петра Чагринског се чувају у цркви у Красним Кључима.
Православна црква га помиње 22. јуна (5. јула) и 30 јула (12 августа) у Сабору Самарских светитеља.